# Michalowskiya variabilis
Michalowskiya variabilis är en insektsart som beskrevs av Irena Dworakowska 1980. Michalowskiya variabilis ingår i släktet Michalowskiya och familjen dvärgstritar. Inga underarter finns listade i Catalogue of Life.